# توماس لوئیس د ویکتوریا

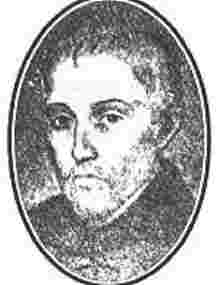
چهره‌نگاری خیالی از توماس لوییس د ویکتوریا از یک هنرمند ناشناس سده نوزدهم.

توماس لوئیس د ویکتوریا (به اسپانیایی: Tomás Luis de Victoria) (گاهی اوقات با نام ایتالیایی شده دا ویتوریا؛ زاده حدود ۱۵۴۸ - مرگ ۲۷ اوت ۱۶۱۱) ) مشهورترین آهنگساز اسپانیا در سده شانزدهم میلادی بود و به همراه جیووانی بالسترینا و اورلاندو دو لاسو از مهمترین آهنگسازان اصلاح کاتولیک بود. ویکتوریا نه تنها آهنگساز بلکه ارگ‌زن و خواننده‌ای مجرب و همچنین کشیش کاتولیک نیز بود. با این حال، اوکار آهنگسازی را به نوازندگی ترجیح می‌داد.

## زندگی و پیشه
ویکتوریا در حدود سال ۱۵۴۸ در سانچیدریان در استان آبیلا، کاستیا به دنیا آمد و در سال ۱۶۱۱ درگذشت. شجره خانواده ویکتوریا را می‌توان برای چندین نسل ردیابی کرد و نام آنها به اضافهٔ پیشه آنها معلوم است. ویکتوریا فرزند هفتم از نه فرزند فرانسیسکو لوئیز دو ویکتوریا و فرانسیسکا سوارز د لا کانچا بود. مادرش کانورسوتبار بود. سرپرستی او پس از مرگ پدرش در سال ۱۵۵۷ به عمویش خوان لوئیس واگذار شد. او در کلیسای جامع آویلا در گروه سرود فعالیت می‌کرد. طبق اسناد این کلیسا، عموی ویکتوریا یعنی خوان لوئیس، خدمات ویکتوریا را به کلیسا تقدیم کرده بود و در ضمن یادآوری شده که ویکتوریا در کلیسای جامع اویلا بزرگ شده‌است. از آنجا که او ارگ‌نواز پرمهارتی نیز بود، بسیاری بر این باورند که او در سنین کودکی شروع به یادگیری سازهای شستی‌دار کرده بود. ویکتوریا به احتمال زیاد تحصیل «سنتی» را در مدرسه گیلس که مدرسه‌ای پسرانه در آویلا بود آغاز کرد. این مدرسه توسط سانتا ترزا و سایر یزرگان موسیقی بسیار مورد توجه و ستایش قرار گرفته بود.
ویکتوریا در سال ۱۵۶۵ پس از دریافت کمک هزینه‌ای از فیلیپ دوم، به رم رفت و در کالج آلمانی که توسط سنت ایگناتیوس لویولا تأسیس شده بود، آوازخوان مذهبی شد. احتمال دارد که هم‌دورهٔ بالسترینا بوده باشد و با اینکه این شواهد بسیار قوی هستند اما مطمئناً او تحت تأثیر سبک ایتالیایی بوده است.

## موسیقی
ویکتوریا مهمترین آهنگساز دوره اصلاح کاتولیک در اسپانیا و یکی از بهترین آهنگسازان موسیقی دینی در اواخر دوره تکلف‌گرایی، سبکی که او بیشتر زمان خود را وقف آن کرد، است. موسیقی ویکتوریا نمایانگر شخصیت پیچیده او، و بیانگر شور و عرفان مذهب اسپانیایی بود. ویکتوریا به دلیل بندهای ملودیک و ابتکارهای شادش توسط پدرد مارتینی مورد ستایش قرار می‌گرفت. آثار او در سده بیستم با اجراها و ضبط‌های متعدد، دوباره احیا شده‌اند. بسیاری از مفسران موسیقی او را به شدت عرفانی و عاطفی خوانده‌اند.
ویکتوریا اولین کتاب موتت‌های خود را در سال ۱۵۷۲ منتشر کرد. در سال ۱۵۸۵، او Officium Hebdomadae Sanctae را نوشت که مجموعه ای شامل ۳۷ قطعه است که بخشی از جشن‌های هفته مقدس در آئین‌های کاتولیکی است و شامل هجده موتت Tenebrae Responsories است.
دو نفر بر زندگی ویکتوریا اثر زیادی گذاشته‌اند. نخست، جیووانی ماریا نانینو و دوم لوکا مارنزیو، که ویکتوریا کارهای آنان برای مادریگال‌ها (در مقابل موسیقی کلیسایی) را تحسین می‌کرد. گمان بر این است است که ویکتوریا پیش از رفتن به رم و در سنین کودکی زیر نظر اسکوبدو درس می‌خوانده‌است.
معروف‌ترین اثر او به نام Officium Defunectorum که شاهکار او نیز محسوب می‌شود، آمرزش‌خوانی برای امپراتور ماریا است.

## اجراها
این چهار قطعه گوشه‌ای از آثار اجرا شده ویکتوریا است که به مانند تمام آهنگ‌های او، متن‌ها به زبان لاتین و از ادبیات میعاد کاتولیک رومی گرفته شده‌است.